# Panguitch

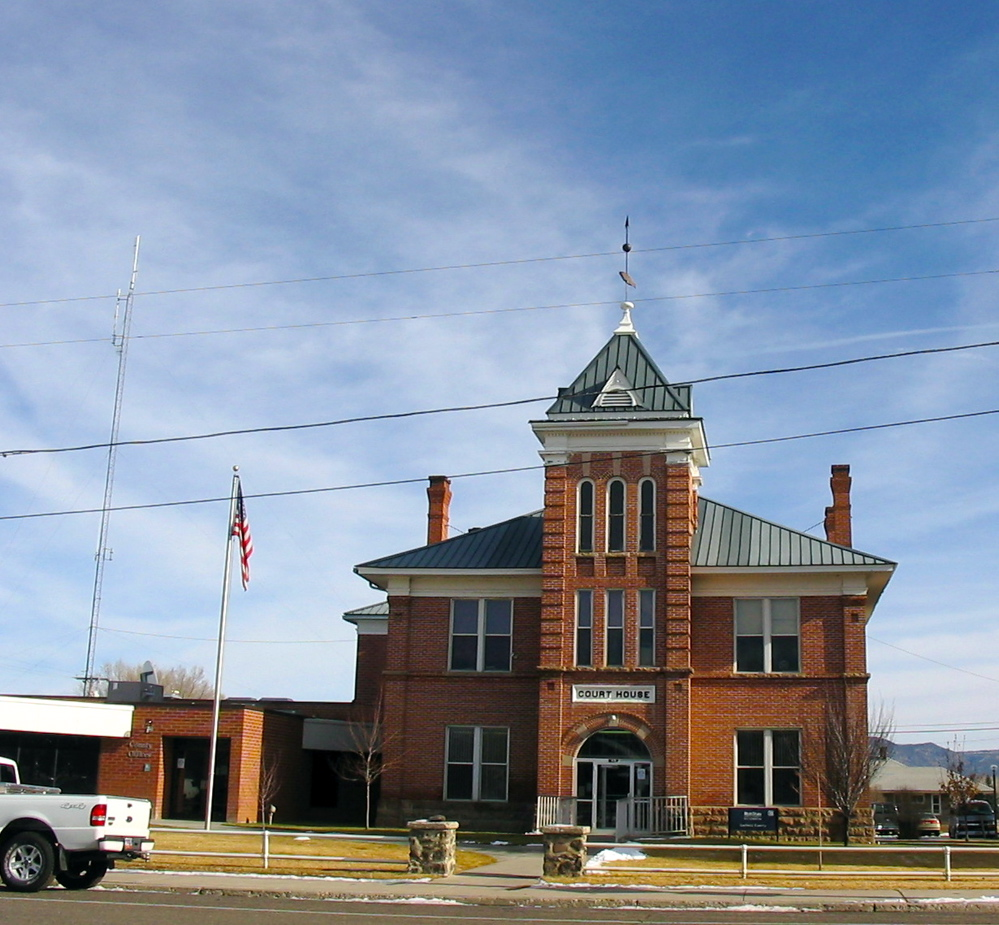
Budynek sądu w Panguitch

Panguitch – miasto w stanie Utah w Stanach Zjednoczonych, siedziba administracyjna w hrabstwa Garfield. Według spisu ludności w 2000 roku liczyło 1 623 mieszkańców.
Z miasta do położonego niedaleko Parku Narodowego Bryce Canyon prowadzi droga widokowa Scenic Byway 12, która wiedzie dalej do miasta Torrey.